# Tihaboj
Tihaboj – wieś w Słowenii, w gminie Litija. W 2018 roku liczyła 104 mieszkańców.